# Friedrich Karl zu Fürstenberg

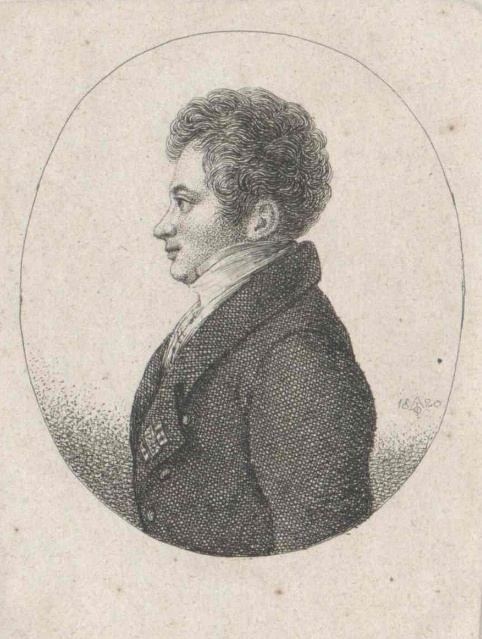
Friedrich Karl Landgraf zu Fürstenberg (1774–1856)

Friedrich Karl Johann Nepomuk Egon zu Fürstenberg (* 26. Januar 1774 in Wien; † 4. Februar 1856 ebenda) war Landgraf zu Fürstenberg in der Bar und zu Stühlingen, Erbe der Herrschaft Weitra, Reinpolz und Veste Wasen sowie Obersthofmarschall.

## Herkunft
Er entstammte der landgräflichen Linie des Fürstenhauses Fürstenberg zu Weitra. Seine Eltern waren der Landgraf Joachim Egon zu Fürstenberg (* 22. Dezember 1749; † 26. Januar 1828) und dessen Ehefrau die Gräfin Sophia von Oettingen-Wallerstein (* 9. Dezember 1751; † 21. Mai 1835).

## Leben
Unter Anleitung seines Vaters wurde er für den österreichischen Hof- und Kriegsdienst ausgebildet. Er stieg bis zum Oberst auf und wurde Inhaber eines Regiments. Außerdem war er k.k. Kämmerer, Wirklicher Geheimer Rat und Oberzeremonienmeister.
1852 wurde er für seine Verdienste mit dem Orden vom Goldenen Vließ (Nr. 954) geehrt.
Fürstenberg war sehr Theater begeistert. Im Schlosstheater von Weitra spielte er selbst und führte Regie. Beteiligt waren oft auch die Familien der umliegenden Schlösser. Er war Gründungsmitglied der Gesellschaft der Musikfreunde in Wien und war von 1815 bis 1817 auch Direktionsmitglied sowie von 1817 bis 1824 und nochmals von 1842 bis 1851 Präsident der Gesellschaft. In der Saison 1844/45 übernahm er in Vertretung des erkrankten Oberstkämmerers Graf Johann Rudolf Czernin von und zu Chudenitz die Oberleitung des Hofburgtheaters.

## Familie
Fürstenberg heiratete am 25. Mai 1801 in Wien die Prinzessin Maria Theresia zu Schwarzenberg (* 14. Oktober 1780; † 9. November 1870), Tochter von Johann I. von Schwarzenberg. Das Paar hatte mehrere Kinder:
- Johann Nepomuck Joachim Egon (* 21. März 1802; † 10. Januar 1879), Gubernialrat in Prag, Obersthofmeister ⚭ 1836 Prinzessin Karoline Johanna Marie von Auersperg (* 6. Mai 1809; † 14. Dezember 1900)
- Philipp Karl Joachim Egon (1806–1807)
- Joseph Ernst Egon (* 22. Februar 1808; † 6. März 1892), Präsident des Oberlandesgerichts ⚭ 1843 Prinzessin Marie Ernestine zu Oettingen-Wallerstein (* 5. Juli 1803; † 1. Februar 1872), Tochter von Kraft Ernst zu Oettingen-Wallerstein
- Kerl Egon (* 15. Juni 1809; † 18. Mai 1876), Malteser-Ritter
- Friedrich Egon (* 8. Oktober 1813; † 20. August 1892), Bischof von Olmütz
- Ernst Philipp Leonhard Friedrich Egon (* 6. November 1816; † 24. März 1889) ⚭ Karoline Busek (* 15. August 1821; † 26. Januar 1900)
- August Joachim Placidus Egon (1818–1819)
- Maria Sophia, (* 28. August 1804; † 4. Februar 1829) ⚭ 1827 Fürst Friedrich zu Oettingen-Wallerstein (* 16. Oktober 1793; † 5. November 1842), 3. Fürst
- Gabriele (* 17. März 1821; † 18. März 1895) ⚭ 1844 Markgraf Alfons von Pallavicini (* 7. März 1807; † 7. März 1875), K.k. Major